# Sony Xperia M2

El Sony Xperia M2 es un teléfono inteligente de gama media de la serie Xperia. con sistema operativo Android, fabricado por Sony. El Xperia M2 fue presentado por primera vez el 24 de febrero de 2014 en el Mobile World Congress, en Barcelona, España. Incorpora la nueva aplicación LifeLog de Sony, lanzada junto con el Sony Xperia Z2 y Sony Xperia Tablet Z2.
El Xperia M2 sucede al Sony Xperia M, con un procesador más rápido y una cámara mejorada. El modelo se caracteriza por sus grandes dimensiones, diseño extra delgado, plano y sobrio, así como por presentar una batería integrada de 2330mAh (no extraíble) de gran rendimiento.
A diferencia de su predecesor el Sony Xperia M que pertenecía a la gama media, el M2 es considerado un terminal de gama alta media, la cual escaló tras haber sido descatalogados el Xperia L y el Sony Xperia SP que eran los modelos de Sony que ocupaban dicha gama desde 2013 hasta 2014.

## Hardware y software

### Hardware
El Xperia M2 cuenta con una pantalla de resolución qHD de 4,8 pulgadas (540 × 960 px de pantalla) y una densidad de píxeles de 230 píxeles / pulgada. Cuenta con una cámara de 8 megapíxeles capaz de lograr fotos con una calidad HDR y grabación de vídeo 1080p Full HD y zoom de 4x.
Este teléfono celular tiene un cuerpo cerrado, con un procesador Qualcomm Snapdragon 400 de cuatro núcleos a 1,2 GHz, Adreno 305 GPU, 1GB RAM LPDDR3 y 8 GB de almacenamiento interno, todo esto dentro de un cuerpo sobrio y elegante, junto con una batería no extraíble de 2330 mAh.
También cuenta con ranura microSDHC que soporta hasta 32 GB de espacio adicional. Con un peso de 148 g, el teléfono mide 139.6mm de 71.1mm por 8,6 mm.

### Software
- Android El Xperia M2 se puso a la venta con el sistema operativo Android 4.4 KitKat. El 29 de septiembre de 2015, Sony liberó la actualización definitiva de este modelo, el  Android 5.1.1 Lollipop.[5]
- Soporta NFC, Wi-Fi y  Bluetooth.[6][7][8][9]

## Variantes
Una variante especial de segunda generación en este modelo es el Sony Xperia M2 Aqua (D2403, D2406) presentado en agosto de 2014, con una batería de mayor rendimiento (2330 mAh), cámara frontal de 1 MP y con capacidad para soportar condiciones húmedas más extremas, como 1,5 m de profundidad acuática durante 30 min
| Nombre comercial | Nombre código              | Modelo Número | Referencia |
| ---------------- | -------------------------- | ------------- | ---------- |
| Xperia M2        | Eagle Rita SS 1258         | D2305         | [ 11 ]     |
| Xperia M2        | Eagle Gina SS 1,3,5,7,8,20 | D2303         | [ 11 ]     |
| Xperia M2        | Eagle Rex SS 4,7,17        | D2306         | [ 11 ]     |
| Xperia M2        | Eagle Rex T SS 4,7,17      | D2316         | [ 11 ]     |
| Xperia M2 Dual   | Eagle Rita DS 1258         | D2302         | [ 11 ]     |

## Especificaciones técnicas
- GENERAL
- Red	GSM 850 / 900 / 1800 / 1900 - HSDPA 850 / 900 / 1700 / 1900 / 2100 - LTE
- Anunciado: febrero de 2014
- TAMAÑO
- Dimensiones: 144 x 74 x 8,5 mm
- Peso: 148 g

- DISPLAY:
- Tipo: TFT touchscreen capacitivo, 16M colores
- Tamaño: 540 x 960 píxeles, 4.8 pulgadas
- Pantalla a prueba de daños
- Soporte multitouch
- Sensor acelerómetro para autorrotación
- Sensor de proximidad para autoapagado

- Timescape UI
- RINGTONES
- Tipo	Polifónico, MP3, WAV
- Customización	Descargas
- Vibración	Si
- Conector de audio 3.5 mm
- MEMORIA
- Agenda telefónica	Entradas y campos prácticamente ilimitados, Foto de llamada. Registro de llamadas: Prácticamente ilimitado
- Slot de tarjeta	microSD, hasta 32GB
- 8GB memoria interna, 1GB RAM
- Procesador Qualcomm MSM8926 Snapdragon 400 quad-core 1.2GHz, GPU Adreno 305

- CARACTERÍSTICAS
- GPRS	Si
- Velocidad de datos
- OS	Android OS, v4.3 Jelly Bean de fábrica (actualizable a Android 4.4.4 KitKat y finalmente a Android 5.1 Lollipop)
- Mensajería	SMS, MMS, Email, IM, Push Email
- Navegador	HTML5
- Reloj	Si
- Alarma	 Si
- Puerto infrarrojo No
- Juegos	Si + descargables
- Colores	Negro, Blanco, Púrpura
- Cámara	8 MP, 3264 x 2448 píxeles, autofocus, flash LED, geo-tagging, foco táctil, detección de rostro y sonrisa, fotos panorámicas 3D, estabilizador de imagen, HDR, sensor Exmor RS, video 1080p@30fps, cámara frontal
- GPS con soporte A-GPS; GLONASS
- Brújula digital
- EDGE
- 3G HSDPA 21Mbps / HSUPA 5.76Mbps
- Wi-Fi 802.11 a/b/g/n; DNLA; Wi-Fi Direct; banda dual
- Bluetooth v4.0 A2DP
- microUSB 2.0
- NFC
- Cancelación activa de ruido con micrófono dedicado
- Reproductor de video MP4/H.263/H.264/WMV
- Reproductor de audio MP3/eAAC+/WMA/WAV/Flac
- Radio FM estéreo con RDS
- Integración con Google Search, Maps, Gmail, YouTube, Calendar, Google Talk
- Visor de documentos
- Memo/discado/comandos de voz
- Manos libres incorporado
- Ingreso predictivo de texto

- BATERÍA
- Standard, Li-Ion 2300 mAh fija
- Stand-by	Hasta 588 h (2G) / Hasta 633 h (3G)
- Tiempo de conversación	Hasta 13 h 25 min (2G) / Hasta 14 h 26 min(3G)